# Troglohyphantes ruffoi
Troglohyphantes ruffoi este o specie de păianjeni din genul Troglohyphantes, familia Linyphiidae, descrisă de Caporiacco, 1936.
Este endemică în Italia. Conform Catalogue of Life specia Troglohyphantes ruffoi nu are subspecii cunoscute.